# Kraśnik (województwo świętokrzyskie)
Kraśnik – wieś w Polsce położona w województwie świętokrzyskim, w powiecie staszowskim, w gminie Połaniec.
W latach 1975–1998 miejscowość administracyjnie należała do województwa tarnobrzeskiego.
Wieś położona jest pomiędzy Zdziećmi Starymi a Nowymi i stanowi przedmieście Połańca.
Przez wieś przepływa Śmierdziąkwa, której ujście do Wisły znajduje się w pobliskiej wsi Rybitwy.

## Dawne części wsi – obiekty fizjograficzne
W latach 70. XX wieku przyporządkowano i opracowano spis lokalnych części integralnych dla Kraśnika zawarty w tabeli 1.

| Nazwa wsi – miasta | Nazwy części wsi – miasta         | Nazwy obiektów fizjograficznych – charakter obiektu |
| ------------------ | --------------------------------- | --- |
| I. Gromada RUSZCZA |                                   | |
| 1. Kraśnik         | 1. Kolonia 2. Rożki 3. Słona Woda | 1. Brzeziniec — krzaki 2. Na Górze — pole 3. Na Moskalu — łąki 4. Pod Górą — pole 5. Pod Makarówką — łąka, pole 6. Przydata — pole 7. Rożki — pole, pastwisko 8. Rójka — łąka 9. Skała — pole 10. Słona Woda — pole 11. Śmierdziączka — kanał 12. U Ławy — łąka 13. U Zimnej Wody — łąka, pole 14. Wielkie Pole — pole 15. Za Olszyną — pole, łąka 16. Za Wsią — łąki |